# Lista de campeões da segunda divisão inglesa
A segunda divisão do futebol inglês começou em 1892-93 com o nome de Second Division. Em 1992, com a mudança do nome da primeira divisão de First Division para Premier League, a segunda divisão adotou o nome de First Division. Desde 2004 ela passou a ser conhecida como Football League Championship.

## Lista de campeões
| Ano                                                              | Campeão                 | Vice                    | Terceiro            | Artilheiro                                                                |
| English Football League Second Division (1892-1992)              |                         |                         |                     |                                                                           |
| 1892-93                                                          | Birmingham              | Sheffield United        | Darwen              | Freddie Wheldon (Birmingham), 24                                          |
| 1893-94                                                          | Liverpool               | Birmingham              | Notts County        | Frank Morley (Birmingham), 23                                             |
| 1894-95                                                          | Bury                    | Notts County            | Manchester United   | David Skea (Leicester), 22                                                |
| 1895-96                                                          | Liverpool (2)           | Manchester City         | Grimsby             | George Allan (Liverpool), 26                                              |
| 1896-97                                                          | Notts County            | Manchester United       | Grimsby             | Tom Boucher (Notts County), 22 John Murphy (Notts County), 22             |
| 1897-98                                                          | Burnley                 | Newcastle               | Manchester City     | Henry Boyd (Manchester United), 23                                        |
| 1898-99                                                          | Manchester City         | Glossop                 | Leicester           | Walter Abbott (Birmingham), 33                                            |
| 1899-00                                                          | Sheffield Wednesday     | Bolton                  | Birmingham          | Jocky Wright (Sheffield Wednesday), 24                                    |
| 1900-01                                                          | Grimsby                 | Birmingham              | Burnley             | Andrew Swann (Barnsley), 18                                               |
| 1901-02                                                          | West Bromwich           | Middlesbrough           | Preston             | Chippy Simmons (West Bromwich), 23                                        |
| 1902-03                                                          | Manchester City (2)     | Birmingham              | Arsenal             | Billie Gillespie (Manchester City), 30                                    |
| 1903-04                                                          | Preston                 | Arsenal                 | Manchester United   | Percy Smith (Preston), 26                                                 |
| 1904-05                                                          | Liverpool (3)           | Bolton                  | Manchester United   | Sam Marsh (Bolton), 27                                                    |
| 1905-06                                                          | Bristol                 | Manchester United       | Chelsea             | William Sturrock Maxwell (Bristol), 27                                    |
| 1906-07                                                          | Nottingham Forest       | Chelsea                 | Leicester           | Fred Shinton (West Bromwich), 28                                          |
| 1907-08                                                          | Bradford                | Leicester               | Oldham              | Jackie Smith (Hull City), 30                                              |
| 1908-09                                                          | Bolton                  | Tottenham               | West Bromwich       | Alf Bentley (Derby County), 24                                            |
| 1909-10                                                          | Manchester City (3)     | Oldham                  | Hull City           | Jackie Smith (Hull City), 32                                              |
| 1910-11                                                          | West Bromwich (2)       | Bolton                  | Chelsea             | Bob Whittingham (Chelsea), 31                                             |
| 1911-12                                                          | Derby County            | Chelsea                 | Burnley             | Bert Freeman (Burnley), 32                                                |
| 1912-13                                                          | Preston (2)             | Burnley                 | Birmingham          | Bert Freeman (Burnley), 31                                                |
| 1913-14                                                          | Notts County (2)        | Bradford Avenue         | Arsenal             | Sammy Stevens (Hull City), 28 Jack Peart (Notts County), 28               |
| 1914-15                                                          | Derby County (2)        | Preston                 | Barnsley            | Joe Lane (Blackpool), 28                                                  |
| (1916-1918) Campeonato suspenso devido a Primeira Guerra Mundial |                         |                         |                     |                                                                           |
| 1919-20                                                          | Tottenham               | Huddersfield            | Birmingham          | Sam Taylor (Huddersfield), 35                                             |
| 1920-21                                                          | Birmingham (2)          | Cardiff                 | Bristol             | Syd Puddefoot (West Ham), 29                                              |
| 1921-22                                                          | Nottingham Forest (2)   | Stoke City              | Barnsley            | Jimmy Broad (Stoke City), 25                                              |
| 1922-23                                                          | Notts County (3)        | West Ham                | Leicester           | Harry Bedford (Blackpool), 32                                             |
| 1923-24                                                          | Leeds United            | Bury                    | Derby County        | Harry Bedford (Blackpool), 34                                             |
| 1924-25                                                          | Leicester               | Manchester United       | Derby County        | Arthur Chandler (Leicester), 33                                           |
| 1925-26                                                          | Sheffield Wednesday (2) | Derby County            | Chelsea             | Jimmy Trotter (Sheffield Wednesday), 37                                   |
| 1926-27                                                          | Middlesbrough           | Portsmouth              | Manchester City     | George Camsell (Middlesbrough), 59                                        |
| 1927-28                                                          | Manchester City (4)     | Leeds United            | Chelsea             | Jimmy Cookson (West Bromwich), 38                                         |
| 1928-29                                                          | Middlesbrough (2)       | Grimsby                 | Bradford Avenue     | Jimmy Hampson (Blackpool), 40                                             |
| 1929-30                                                          | Blackpool               | Chelsea                 | Oldham              | Jimmy Hampson (Blackpool), 45                                             |
| 1930-31                                                          | Everton                 | West Bromwich           | Tottenham           | Dixie Dean (Everton), 39                                                  |
| 1931-32                                                          | Wolverhampton           | Leeds United            | Stoke City          | Cyril Pearce (Swansea), 35                                                |
| 1932-33                                                          | Stoke City              | Tottenham               | Fulham              | Ted Harper (Preston), 37                                                  |
| 1933-34                                                          | Grimsby (2)             | Preston                 | Bolton              | Pat Glover (Grimsby), 42                                                  |
| 1934-35                                                          | Brentford               | Bolton                  | West Ham            | Jack Milson (Bolton), 31                                                  |
| 1935-36                                                          | Manchester United       | Charlton                | Sheffield United    | Bobby Finan (Blackpool), 34 Jock Dodds (Sheffield United), 34             |
| 1936-37                                                          | Leicester (2)           | Blackpool               | Bury                | J.Bowers (Leicester), 33                                                  |
| 1937-38                                                          | Aston Villa             | Manchester United       | Sheffield United    | G.Henson (Bradford Avenue), 27                                            |
| 1938-39                                                          | Blackburn               | Sheffield United        | Sheffield Wednesday | H.Billington (Luton), 28                                                  |
| (1940-1945) Campeonato suspenso devido a Segunda Guerra Mundial  |                         |                         |                     |                                                                           |
| 1946-47                                                          | Manchester City (5)     | Burnley                 | Birmingham          | C.Wayman (Newcastle), 30                                                  |
| 1947-48                                                          | Birmingham (3)          | Newcastle               | Southampton         | E.Quigley (Sheffield Wednesday), 23                                       |
| 1948-49                                                          | Fulham                  | West Bromwich           | Southampton         | Charlie Wayman (Southampton), 32                                          |
| 1949-50                                                          | Tottenham (2)           | Sheffield Wednesday     | Sheffield United    | Tommy Briggs (Grimsby), 35                                                |
| 1950-51                                                          | Preston (3)             | Manchester City         | Cardiff             | Cec McCormack (Burnley), 33                                               |
| 1951-52                                                          | Sheffield Wednesday (3) | Cardiff                 | Birmingham          | Derek Dooley (Sheffield Wednesday), 46                                    |
| 1952-53                                                          | Sheffield United        | Huddersfield            | Luton               | Arthur Rowley (Leicester), 39                                             |
| 1953-54                                                          | Leicester (3)           | Everton                 | Blackburn           | John Charles (Leeds United), 42                                           |
| 1954-55                                                          | Birmingham (4)          | Luton                   | Rotherham           | Tommy Briggs (Blackburn), 33                                              |
| 1955-56                                                          | Sheffield Wednesday (4) | Leeds United            | Liverpool           | Willie Gardiner (Leicester), 34                                           |
| 1956-57                                                          | Leicester (4)           | Nottingham Forest       | Liverpool           | Arthur Rowley (Leicester), 44                                             |
| 1957-58                                                          | West Ham                | Blackburn               | Charlton            | Tommy Johnston (Leyton Orient/Blackburn), 43                              |
| 1958-59                                                          | Sheffield Wednesday (4) | Fulham                  | Sheffield United    | Brian Clough (Middlesbrough), 42                                          |
| 1959-60                                                          | Aston Villa (2)         | Cardiff                 | Liverpool           | Brian Clough (Middlesbrough), 39                                          |
| 1960-61                                                          | Ipswich                 | Sheffield United        | Liverpool           | Ray Crawford (Ipswich), 39                                                |
| 1961-62                                                          | Liverpool (4)           | Leyton Orient           | Sunderland          | Roger Hunt (Liverpool), 41                                                |
| 1962-63                                                          | Stoke City (2)          | Chelsea                 | Sunderland          | Bobby Tambling (Chelsea), 35                                              |
| 1963-64                                                          | Leeds United (2)        | Sunderland              | Preston             | Ron Saunders (Portsmouth), 33                                             |
| 1964-65                                                          | Newcastle (2)           | Northampton             | Bolton              | George O'Brien (Southampton), 34                                          |
| 1965-66                                                          | Manchester City (6)     | Southampton             | Coventry            | Martin Chivers (Southampton), 30                                          |
| 1966-67                                                          | Coventry                | Wolverhampton           | Carlisle United     | Bobby Gould (Coventry), 24                                                |
| 1967-68                                                          | Ipswich (2)             | Queens Park Rangers     | Blackpool           | John Hickton (Middlesbrough), 24                                          |
| 1968-69                                                          | Derby County (3)        | Crystal Palace          | Charlton            | John Toshack (Cardiff) 22                                                 |
| 1969-70                                                          | Huddersfield            | Blackpool               | Leicester           | John Hickton (Middlesbrough), 24                                          |
| 1970-71                                                          | Leicester (5)           | Sheffield United        | Cardiff             | John Hickton (Middlesbrough), 25                                          |
| 1971-72                                                          | Norwich                 | Birmingham              | Millwall            | Francis Lee (Manchester City), 33                                         |
| 1972-73                                                          | Burnley (2)             | Queens Park Rangers     | Aston Villa         | Don Givens (Queen Park Rangers),23                                        |
| 1973-74                                                          | Middlesbrough (2)       | Luton                   | Carlisle United     | Don Givens (Queens Park Rangers), 23                                      |
| 1974-75                                                          | Manchester United (2)   | Aston Villa             | Norwich             | Duncan McKenzie (Nottingham Forest), 26                                   |
| 1975-76                                                          | Sunderland              | Bristol                 | West Bromwich       | Brian Little (Aston Villa), 20                                            |
| 1976-77                                                          | Wolverhampton(2)        | Chelsea                 | Nottingham Forest   | Derek Hales (Charlton), 28                                                |
| 1977-78                                                          | Bolton (2)              | Southampton             | Tottenham           | Mickey Walsh (Blackpool), 26                                              |
| 1978-79                                                          | Crystal Palace          | Brighton                | Stoke City          | Pop Robson (West Ham), 24                                                 |
| 1979-80                                                          | Leicester (6)           | Sunderland              | Birmingham          | Clive Allen (Queens Park Rangers), 28                                     |
| 1980-81                                                          | West Ham (2)            | Notts County            | Swansea             | David Cross (West Ham), 22                                                |
| 1981-82                                                          | Luton                   | Watford                 | Norwich             | Ronnie Moore (Rotherham), 22                                              |
| 1982-83                                                          | Queens Park Rangers     | Wolverhampton           | Leicester           | Gary Lineker (Leicester), 26                                              |
| 1983-84                                                          | Chelsea                 | Sheffield Wednesday     | Newcastle           | Kerry Dixon (Chelsea), 28                                                 |
| 1984-85                                                          | Oxford United           | Birmingham              | Manchester City     | John Aldridge (Oxford United), 30                                         |
| 1985-86                                                          | Norwich (2)             | Charlton                | Wimbledon           | Kevin Drinkell (Norwich), 22                                              |
| 1986-87                                                          | Derby County (4)        | Portsmouth              | Charlton            | Micky Quinn (Portsmouth), 22                                              |
| 1987-88                                                          | Millwall                | Aston Villa             | Middlesbrough       |                                                                           |
| 1988-89                                                          | Chelsea (2)             | Manchester City         | Crystal Palace      | Keith Edwards (Hull City), 26                                             |
| 1989-90                                                          | Leeds United (3)        | Sheffield United        | Sunderland          | Micky Quinn (Newcastle), 32                                               |
| 1990-91                                                          | Oldham                  | West Ham                | Sheffield Wednesday | Teddy Sheringham (Millwall), 38                                           |
| 1991-92                                                          | Ipswich (3)             | Middlesbrough           | Blackburn           | Duncan Shearer (Swindon Town/Blackburn), 23 David Speedie (Blackburn), 23 |
| Football League First Division (1992-2004)                       |                         |                         |                     |                                                                           |
| 1992-93                                                          | Newcastle (3)           | West Ham                | Swindon             | Bob Taylor (West Bromwich), 30                                            |
| 1993-94                                                          | Crystal Palace (2)      | Nottingham Forest       | Leicester           | Jimmy Quinn (Reading), 35                                                 |
| 1994-95                                                          | Middlesbrough (3)       | Reading (não promovido) | Bolton              | Gary Bennett (Wrexham), 29                                                |
| 1995-96                                                          | Sunderland (2)          | Derby County            | Leicester           | Marcus Stewart (Bristol Rovers), 21 Gary Martindale (Peterborough), 21    |
| 1996-97                                                          | Bolton (2)              | Barnsley                | Crystal Palace      | Tony Thorpe (Luton), 28                                                   |
| 1997-98                                                          | Nottingham Forest (3)   | Middlesbrough           | Charlton            | Barry Hayles (Bristol Rovers), 23                                         |
| 1998-99                                                          | Sunderland (3)          | Bradford                | Watford             | Jamie Cureton (Bristol Rovers), 25                                        |
| 1999-00                                                          | Charlton                | Manchester City         | Ipswich             | Andy Hunt (Charlton), 24                                                  |
| 2000-01                                                          | Fulham (2)              | Blackburn               | Bolton              | Louis Saha (Fulham), 27                                                   |
| 2001-02                                                          | Manchester City (7)     | West Bromwich           | Birmingham          | Shaun Goater (Manchester City), 28                                        |
| 2002-03                                                          | Portsmouth              | Leicester               | Wolverhampton       | Svetoslav Todorov (Portsmouth), 26                                        |
| 2003-04                                                          | Norwich (3)             | West Bromwich           | Crystal Palace      | Leon Knight Stephen McPhee                                                |
| EFL Championship (2004-Atualidade)                               |                         |                         |                     |                                                                           |
| 2004-05                                                          | Sunderland (4)          | Wigan                   | West Ham            | Nathan Ellington (Wigan), 24                                              |
| 2005-06                                                          | Reading                 | Sheffield United        | Watford             | Marlon King (Watford), 21                                                 |
| 2006-07                                                          | Sunderland (5)          | Birmingham              | Derby County        | Jamie Cureton (Colchester), 23                                            |
| 2007-08                                                          | West Bromwich (3)       | Stoke City              | Hull City           | Sylvan Ebanks-Blake (Wolverhampton), 23                                   |
| 2008-09                                                          | Wolverhampton(3)        | Birmingham              | Burnley             | Sylvan Ebanks-Blake (Wolverhampton), 25                                   |
| 2009-10                                                          | Newcastle (4)           | West Bromwich           | Blackpool           | Peter Whittingham (Cardiff), 22                                           |
| 2010-11                                                          | Queens Park Rangers (2) | Norwich                 | Swansea             | Danny Graham (Watford), 24                                                |
| 2011-12                                                          | Reading (2)             | Southampton             | West Ham            | Rickie Lambert (Southampton), 27                                          |
| 2012-13                                                          | Cardiff                 | Hull City               | Crystal Palace      | Glenn Murray (Crystal Palace), 30                                         |
| 2013-14                                                          | Leicester (7)           | Burnley                 | Queens Park Rangers | Ross McCormack (Leeds United), 28                                         |
| 2014-15                                                          | Bournemouth             | Watford                 | Norwich             | Daryl Murphy (Ipswich), 27                                                |
| 2015-16                                                          | Burnley (3)             | Middlesbrough           | Hull City           | Andre Gray (Brentford/Burnley), 25                                        |
| 2016-17                                                          | Newcastle (5)           | Brighton                | Huddersfield        | Chris Wood (Leeds United), 27                                             |
| 2017-18                                                          | Wolverhampton(4)        | Cardiff                 | Fulham              | Matěj Vydra (Derby County), 21                                            |
| 2018-19                                                          | Norwich (4)             | Sheffield United        | Aston Villa         | Teemu Pukki (Norwich), 29                                                 |
| 2019-20                                                          | Leeds United (4)        | West Bromwich           | Fulham              | Aleksandar Mitrović (Fulham), 26                                          |
| 2020-21                                                          | Norwich (5)             | Watford                 | Brentford           | Ivan Toney (Brentford), 31                                                |
| 2021–22                                                          | Fulham (3)              | Bournemouth             | Nottingham Forest   | Aleksandar Mitrović (Fulham), 43                                          |
| 2022–23                                                          | Burnley (4)             | Sheffield United        | Luton Town          | Chuba Akpom (Middlesbrough), 28                                           |
| 2023–24                                                          | Leicester (8)           | Ipswich Town            | Southampton         | Sammi Szmodics (Blackburn Rovers), 27                                     |

## Títulos por clube
| Clube               | Títulos | Edições                                                                 |
| ------------------- | ------- | ----------------------------------------------------------------------- |
| Leicester City      | 8       | 1924-25, 1936-37, 1953-54, 1956-57, 1970-71, 1979-80, 2013-14 e 2023-24 |
| Manchester City     | 7       | 1898-99, 1902-03, 1909-10, 1927-28, 1947-48, 1965-66 e 2001-02          |
| Sheffield Wednesday | 5       | 1899-00, 1925-26, 1951-52, 1955-56 e 1958-59                            |
| Sunderland          | 5       | 1975-76, 1995-96, 1998-99, 2004-05 e 2006-07                            |
| Norwich             | 5       | 1971-72, 1985-86, 2003-04, 2018-19 e 2020-21                            |
| Birmingham          | 4       | 1892-93, 1920-21, 1947,48 e 1954-55                                     |
| Wolverhampton       | 4       | 1931-32, 1976-77, 2008-09 e 2017-18                                     |
| Middlesbrough       | 4       | 1926-27, 1928-29, 1973-74 e 1994-95                                     |
| Newcastle           | 4       | 1964-65, 1992-93, 2009-10 e 2016-17                                     |
| Derby County        | 4       | 1911-12, 1914-15, 1968-69 e 1986-87                                     |
| Liverpool           | 4       | 1893-94, 1895-96, 1904-05 e 1961-62                                     |
| Leeds United        | 4       | 1923-24, 1963-64, 1989-90 e 2019-20                                     |
| Burnley             | 4       | 1897-98, 1972-73, 2015-16 e 2022–23                                     |
| Bolton              | 3       | 1908-09, 1977-78 e 1996-97                                              |
| West Bromwich       | 3       | 1901-02, 1910-11 e 2007-08                                              |
| Nottingham Forest   | 3       | 1906-07, 1921-22 e 1997-98                                              |
| Preston North End   | 3       | 1903-04, 1912-13 e 1950-51                                              |
| Notts County        | 3       | 1896-97, 1913-14 e 1922-23                                              |
| Ipswich Town        | 3       | 1960-61, 1967-68 e 1991-92                                              |
| Fulham              | 3       | 1948-49, 2000-01 e 2021-22                                              |
| Manchester United   | 2       | 1935-36 e 1974-75                                                       |
| West Ham            | 2       | 1957-58 e 1980-81                                                       |
| Tottenham           | 2       | 1919-20 e 1949-50                                                       |
| Chelsea             | 2       | 1983-84 e 1988-89                                                       |
| QPR                 | 2       | 1982-83 e 2010-11                                                       |
| Reading             | 2       | 2005-06 e 2011-12                                                       |
| Stoke City          | 2       | 1932-33 e 1962-63                                                       |
| Crystal Palace      | 2       | 1978-79 e 1993-94                                                       |
| Grimsby Town        | 2       | 1900-01 e 1933-34                                                       |
| Aston Villa         | 2       | 1937-38 e 1959-60                                                       |
| Sheffield United    | 1       | 1952-53                                                                 |
| Cardiff City        | 1       | 2012-13                                                                 |
| Charlton Athletic   | 1       | 1999-00                                                                 |
| Everton             | 1       | 1930-31                                                                 |
| Blackburn Rovers    | 1       | 1938-39                                                                 |
| Huddersfield Town   | 1       | 1969-70                                                                 |
| Blackpool           | 1       | 1929-30                                                                 |
| Millwall            | 1       | 1987-88                                                                 |
| Portsmouth          | 1       | 2002-03                                                                 |
| Bristol City        | 1       | 1905-06                                                                 |
| Oldham Athletic     | 1       | 1990-91                                                                 |
| Bury                | 1       | 1894-95                                                                 |
| Brentford           | 1       | 1934-35                                                                 |
| Bournemouth         | 1       | 2014-15                                                                 |
| Bradford City       | 1       | 1907-08                                                                 |
| Coventry City       | 1       | 1966-67                                                                 |
| Luton Town          | 1       | 1981-82                                                                 |
| Oxford United       | 1       | 1984-85                                                                 |

## Total de títulos por cidade
45 clubes de 33 cidades já foram campeões.
| Cidade         | Títulos | Clubes |
| -------------- | ------- | --- |
| Londres        | 16      | Brentford (1), Charlton Athletic (1), Chelsea (2), Crystal Palace (2), Fulham (3), Queens Park Rangers (2), Millwall (1), Tottenham Hotspur (2) West Ham United (2) |
| Birmingham     | 9       | Aston Villa (2), Birmingham City (4), West Bromwich Albion (3) |
| Manchester     | 9       | Manchester City (7), Manchester United (2) |
| Leicester      | 8       | Leicester City (8) |
| Nottingham     | 6       | Notts County (3), Nottingham Forest (3) |
| Sheffield      | 6       | Sheffield Wednesday (5), Sheffield United (1) |
| Liverpool      | 5       | Liverpool (4), Everton (1) |
| Sunderland     | 5       | Sunderland (5) |
| Norwich        | 5       | Norwich City (5) |
| Derby          | 4       | Derby County (4) |
| Middlesbrough  | 4       | Middlesbrough (4) |
| Newcastle      | 4       | Newcastle United (4) |
| Wolverhampton  | 4       | Wolverhampton Wanderers (4) |
| Leeds          | 4       | Leeds United (4) |
| Burnley        | 4       | Burnley (4) |
| Bolton         | 3       | Bolton Wanderers (3) |
| Ipswich        | 3       | Ipswich Town (3) |
| Preston        | 3       | Preston North End (3) |
| Grimsby        | 2       | Grimsby Town (2) |
| Stoke-on-Trent | 2       | Stoke City (2) |
| Blackburn      | 1       | Blackburn Rovers (1) |
| Blackpool      | 1       | Blackpool (1) |
| Bradford       | 1       | Bradford City (1) |
| Bristol        | 1       | Bristol City (1) |
| Bury           | 1       | Bury (1) |
| Coventry       | 1       | Coventry City (1) |
| Huddersfield   | 1       | Huddersfield Town (1) |
| Luton          | 1       | Luton Town (1) |
| Oldham         | 1       | Oldham Athletic (1) |
| Oxford         | 1       | Oxford United |
| Portsmouth     | 1       | Portsmouth (1) |
| Reading        | 1       | Reading (1) |
| Bournemouth    | 1       | Bournemouth (1) |